# Trithemis annulata
L'obelisco violetto (Trithemis annulata (Palisot de Beauvois, 1807)) è una libellula della famiglia Libellulidae.

## Descrizione
Trithemis annulata ha una lunghezza media di 3,2-3,8 cm e una apertura alare di circa 6 cm.

I maschi hanno una livrea rosso-purpurea tendente al violetto, con capo e addome più rossastri e venulazione alare rossa con pterostigmi rosso-brunastri. Le femmine esibiscono una colorazione bruno-chiara e venulazione alare giallastra. In entrambi i sessi è presente una macchia arancione alla base delle ali.

## Biologia

### Riproduzione
Come in molte specie di libellule, il maschio staziona in prossimità dell'acqua in attesa di una femmina. Dopo averla individuata, la afferra per la nuca tramite le appendici poste al termine dell'addome e la induce a curvare la propria estremità addominale raggiungendo gli organi riproduttori del maschio, ricevendo così lo sperma. La femmina depone le uova in acqua, ambiente in cui avviene lo sviluppo delle larve.

### Alimentazione
Le larve di Trithemis annulata  sono dei voraci predatori, che catturano le loro prede grazie ad estroflessioni dell'apparato boccale dotate di uncini terminali. Anche gli adulti sono dei temibili predatori,  dotati di una vista acuta che gli consente di individuare le prede, che vengono spesso catturate in volo grazie alla particolare conformazione  a cestello delle zampe.

## Distribuzione e habitat
È una specie molto comune in Africa, nella penisola Arabica e nel bacino del Mediterraneo.
Nelle ultime decadi il suo areale si è progressivamente espanso verso l'Europa sud-occidentale raggiungendo la penisola Iberica, la Francia , l'Italia e la penisola Balcanica. Recentemente è stata segnalata anche a Fuerteventura (isole Canarie).
In Italia è segnalata in tutta la penisola, con l'eccezione del Molise e le regioni del Nord Italia.
Frequenta le acque ferme di stagni, laghi, fiumare e canali, dal livello del mare alle quote collinari.